# ディクソン島 (ロシア)
ディクソン島またはジクソン島（露: остров Ди́ксон）は、北極海の縁海であるカラ海のエニセイ湾口に位置する島。ロシア・クラスノヤルスク地方のタイミル・ドルガン＝ネネツ地区に属し、対岸本土と併せて、ロシア連邦最北の都市型集落・ディクソン（ジクソン）を構成する。

## 地理
ディクソン島はカラ海のエニセイ湾の北東部、北極海に面した湾口にある岩がちな島である。本土から1.5 km、北極点から飛行機で2時間ほどの距離にある。島の面積は約25km2、平均標高は約26mで、最高地点は48mである。島は、層状の細粒の花崗岩に似た岩で構成されている。ディクソン島の周囲にはいくつかの小島が点在する。
ディクソン島の気候はツンドラ気候であり、木本類は育たず、1年の内9ヶ月以上が雪に覆われる。最も暖かい月は8月で平均5.5℃である。0℃を上回る気温は平均的には6月下旬から9月下旬まで観測される。観測史上最低気温は1960年の-52℃で、史上最高気温は1955年の31℃である。11月には極夜が始まり、2月まで続く。

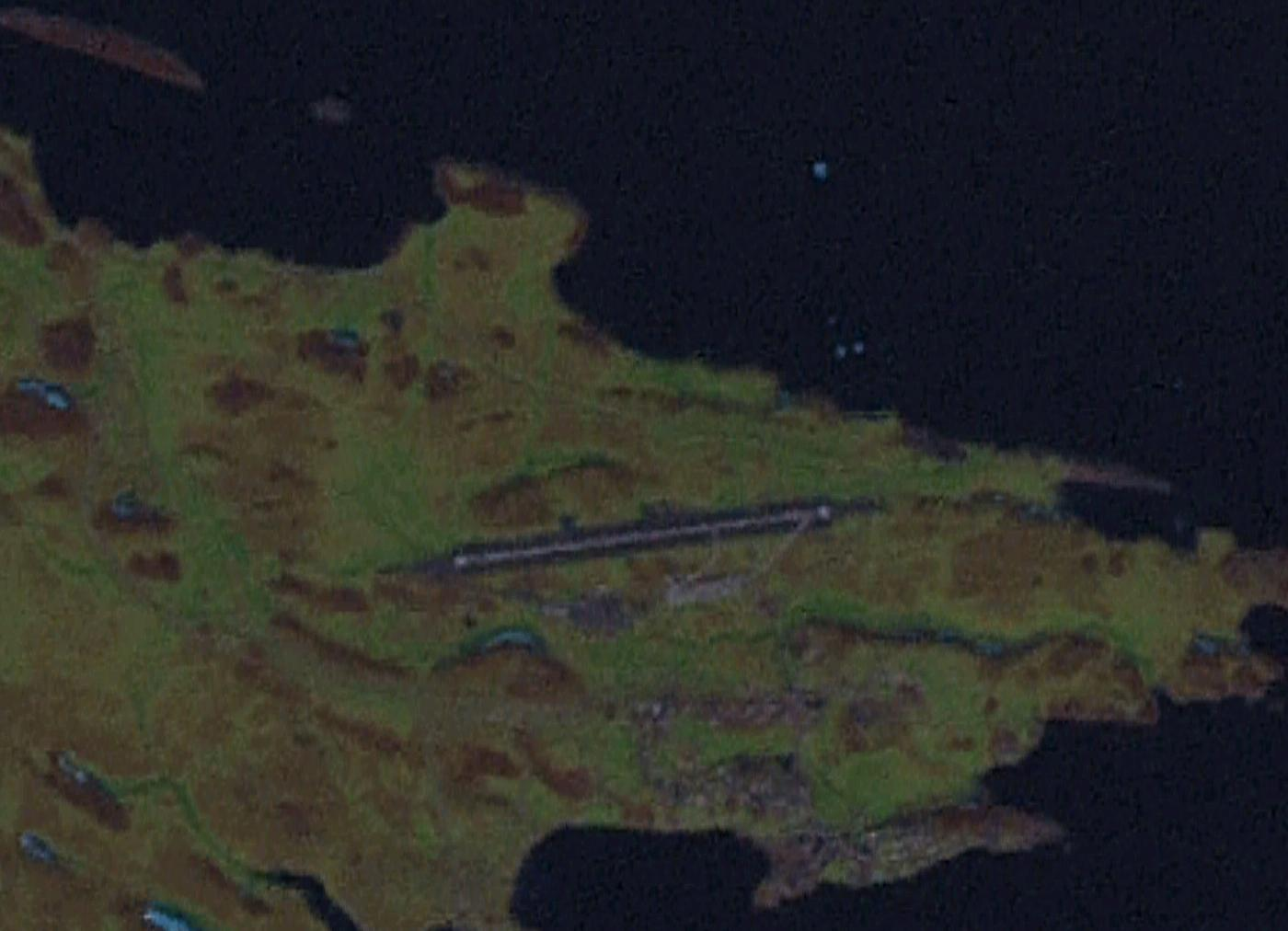
ディクソン空港（NASA衛星写真）

島の北東部にはディクソンの町の西半分が立地する。急激な人口減少により2010年に島は閉村され、今ではほとんど無人と化しているが、島には空港があり、週に1度飛行機が発着する。ディクソン島とディクソン本土の2つの集落は1.5km離れており、夏には1日2便の船が往復する。冬にはアイスロードの上を車で往来する。春と秋には、2つの集落はヘリコプターによってしか行き来できなくなる。ディクソン空港から最寄りの空港までは、ドゥディンカ（ドゥジンカ）空港へ506km、ノリリスク空港へ526km、ハタンガ空港へは750km離れている。

## 歴史
タイミル半島の西海岸は20世紀まで無人であったが、17世紀にはすでにポモールの間に知られていた。ロシアの航海者は凪待ちと分厚い氷からの避難のためにエニセイ湾を利用していた。18世紀に、彼らはこの島にドルギム島（остров Долгим）の呼称を与えた。第2回カムチャツカ探検の航海士フョードル・ミニンは、1738年にこの地をボリショイ・セヴェロ＝ヴォストーチヌィ（Большой Северо-Восточный;「大北東」）と命名した。19世紀にはクズキン島（остров Кузькин）と呼ばれたが、1875年にスウェーデンの探検家アドルフ・エリク・ノルデンショルドが、極地探検に資金を提供した実業家オスカー・ディクソンに敬意を表してディクソン島の名を与えた。1894年には水路学者のアンドレイ・ヴィリキツキーが正式にこの名を割り当てて現在の島の名前が定着した。
1901年に、島で最初の施設である石炭貯蔵庫が建設された。1915年、第一次世界大戦の真っただ中に、2隻の砕氷船の遠征に向けて石炭貯蔵が行われ、初のラジオ局と越冬のための木造小屋2棟が建てられた。村の開村日は、ラジオ局のコールサインが初めて放送された1915年7月7日だったと考えられている。まもなく気象観測は中止されたが、カラ海における急速な海運の発展と、地球物理学者ボリス・ボリソヴィチ・ゴリツィンの働きかけを背景に、1916年に恒久的な水文気象観測所の開設と維持のための資金配分に関する決議が採択され、種々の水文気象観測機器が持ち込まれた。1916年には8人の極地探検家が初めてディクソンに越冬滞在した。
帝政が倒れロシア内戦が勃発した後も、暫定シベリア政府、コルチャク政府、シベリア革命委員会などシベリアを統治した政府の管理下で発展しつづけた。島は重要な沿岸・遠洋漁業拠点となり、1917年には狩猟小屋が建設され、ホッキョクギツネやのちにシロイルカの狩猟拠点となった。1930年代には北極海航路の総局の従属下に置かれて北極圏で最初の電波気象センターと地球物理観測所が設置され、ディクソンの人口は200人を超えた。1934年から対岸本土側での港の建設が始まり、本土側の集落はノーヴィ・ジクソン（Новый Диксон;「新ディクソン」）の名で呼ばれた。
第2次世界大戦中の1942年8月27日、ナチス・ドイツの重巡洋艦アドミラル・シェーアが島を攻撃し（ヴンダーラント作戦）、激しい防衛戦が繰り広げられた。これは独ソ戦の戦線としては最東端の記録である:6-7。ディクソン島周辺の島々の名前は、ドイツ軍の攻撃からディクソンを守った砕氷船シビリャコフの乗組員の名前にちなんで名づけられている。
戦後、ソ連の開発戦略の下でディクソンは北極圏の主要な交通ハブとなり、軍事基地が置かれ、数々の学術調査が行われた。最盛期であった1985年～1991年ごろにはディクソンの人口は5,000人を数えたが、ソビエト連邦の崩壊後、経済的需要が低下するにしたがって急速に人口が流出し、2019年現在では500人前後にまで減少している。タイミル・ドルガン＝ネネツ地区の法に従って、2006年1月1日付で都市型集落としてディクソンに町制が公布された。島側の集落は2010年に本土側に移転されてインフラ設備は停止しており、現在では空港と水文気象観測所が稼働しているのみである:10。